# 病床

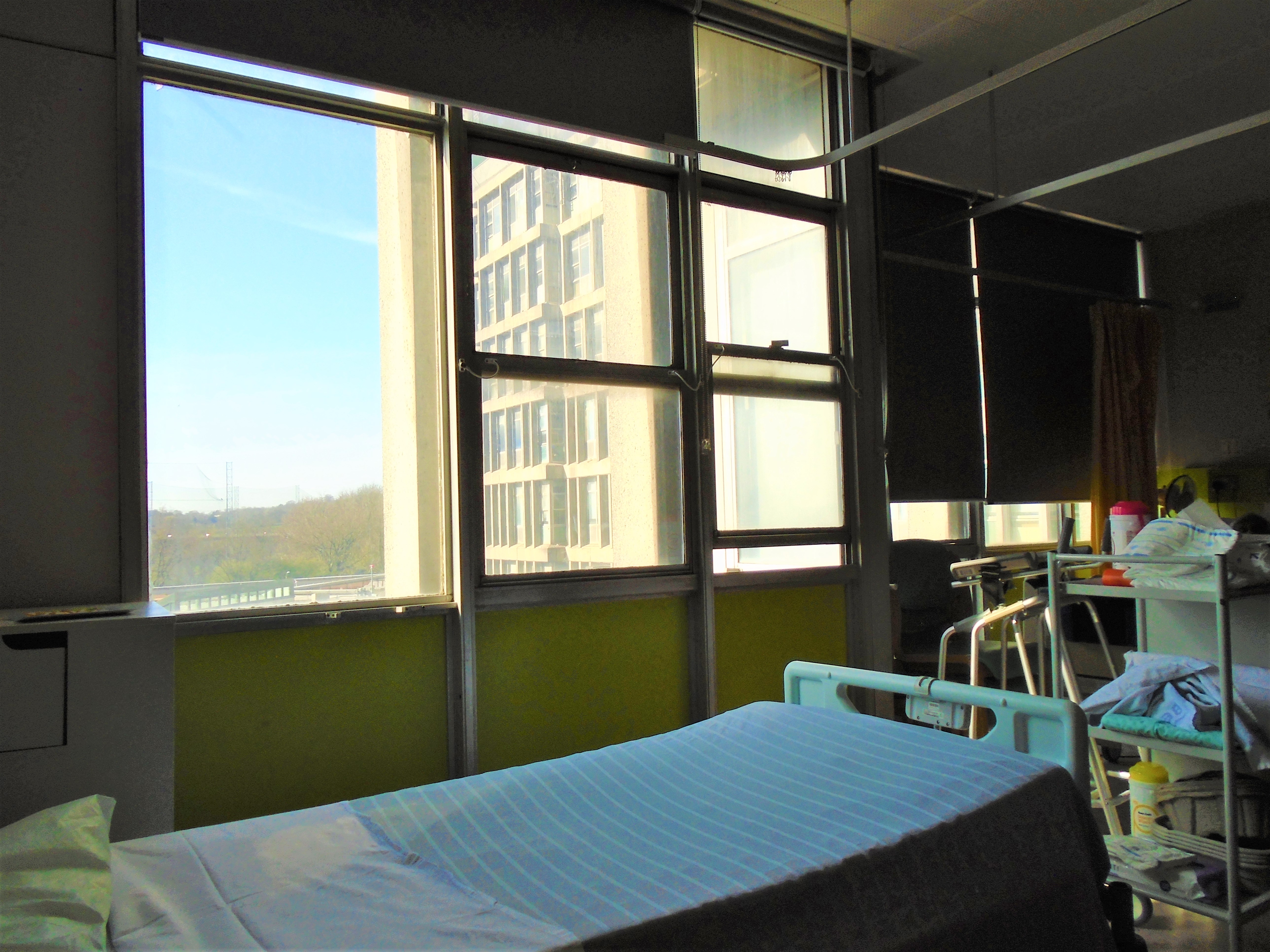
イングランドはグレーターロンドンのハーロウ区にある病院 (cf.) の病床／2020年撮影。

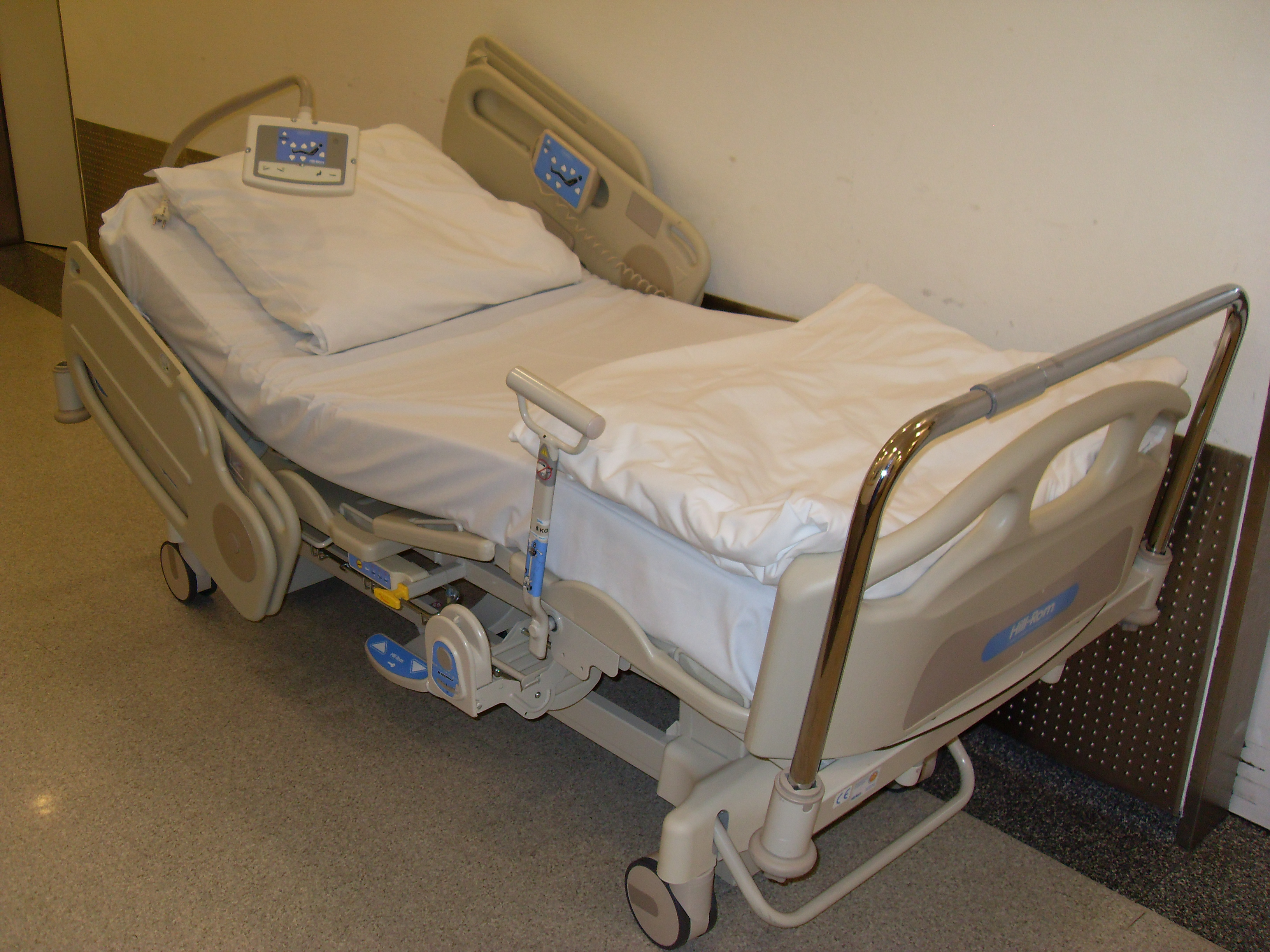
長期ケアに対応した医療用ベッド／2011年撮影。ヒルロム社製。

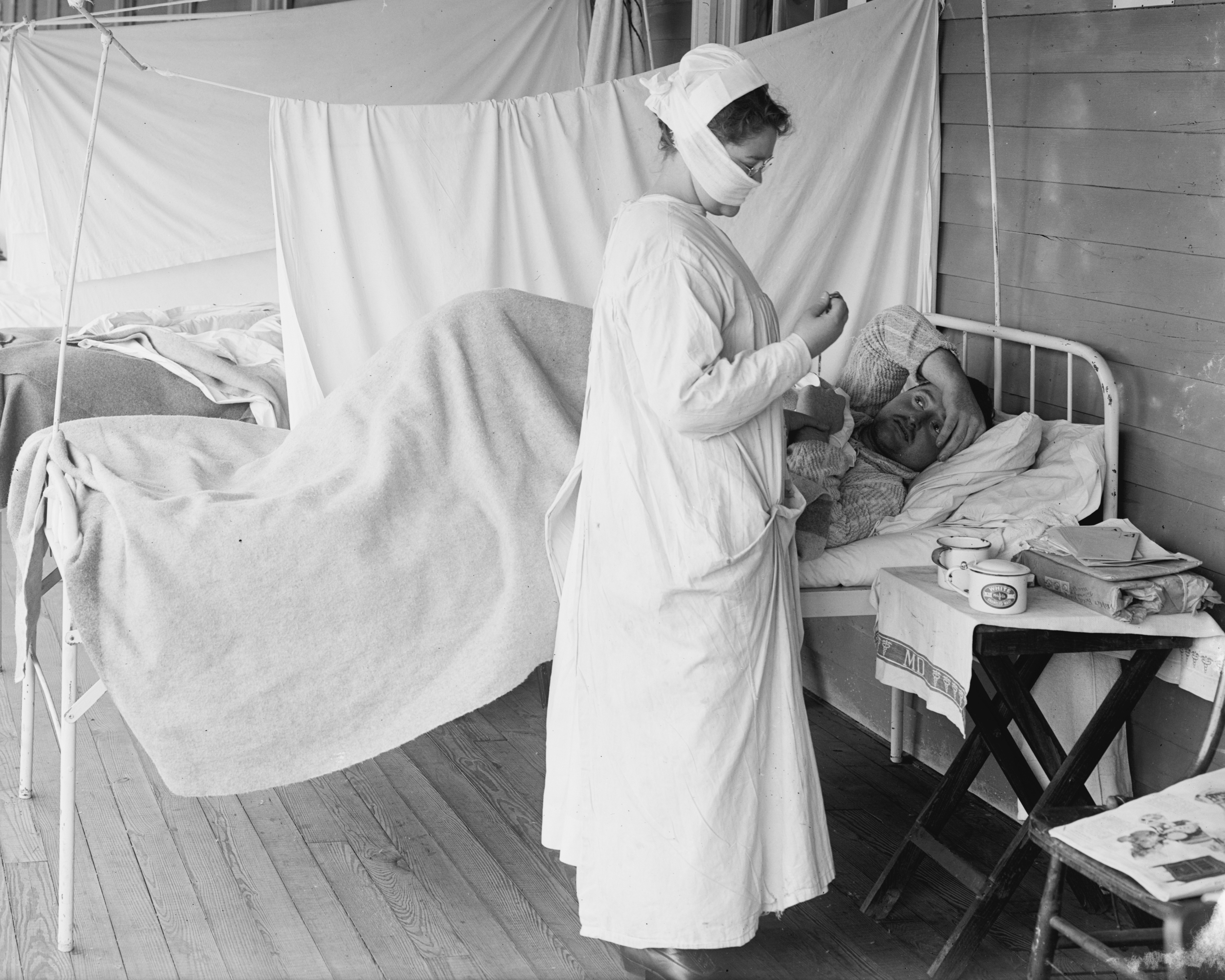
スペインかぜ罹患者の病床／1918年。

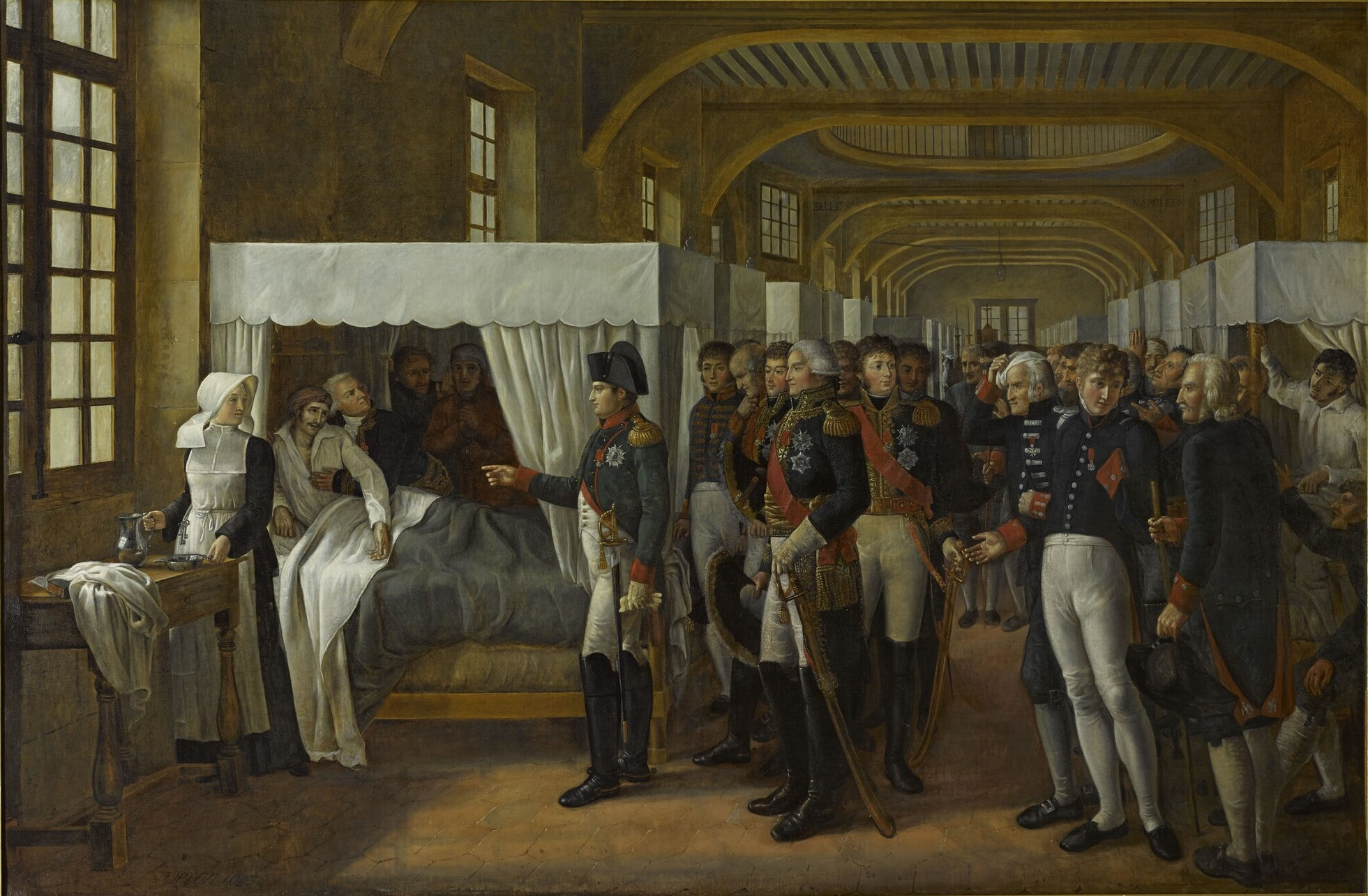
オテル・デ・ザンヴァリッドの病室を視察するナポレオン・ボナパルトの一行を描いた歴史画。病床に臥していた患者も体を起こして英雄を迎えている。フランス人画家アレクサンドル・ヴェロン＝ベルクールの手になる1809年の油彩画。

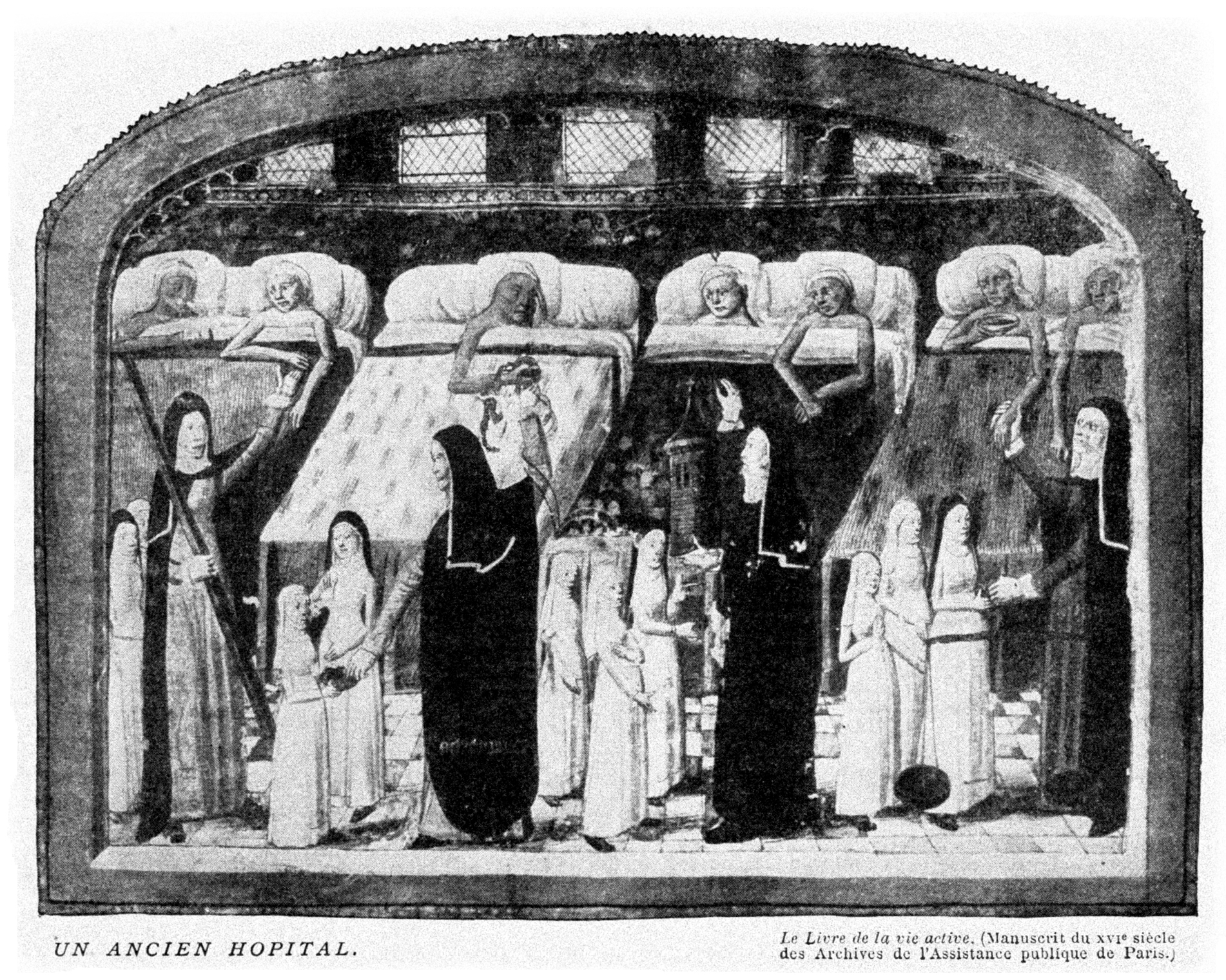
16世紀の写本の挿絵。フランスはパリの庶民救済施設内の様子を描いている。

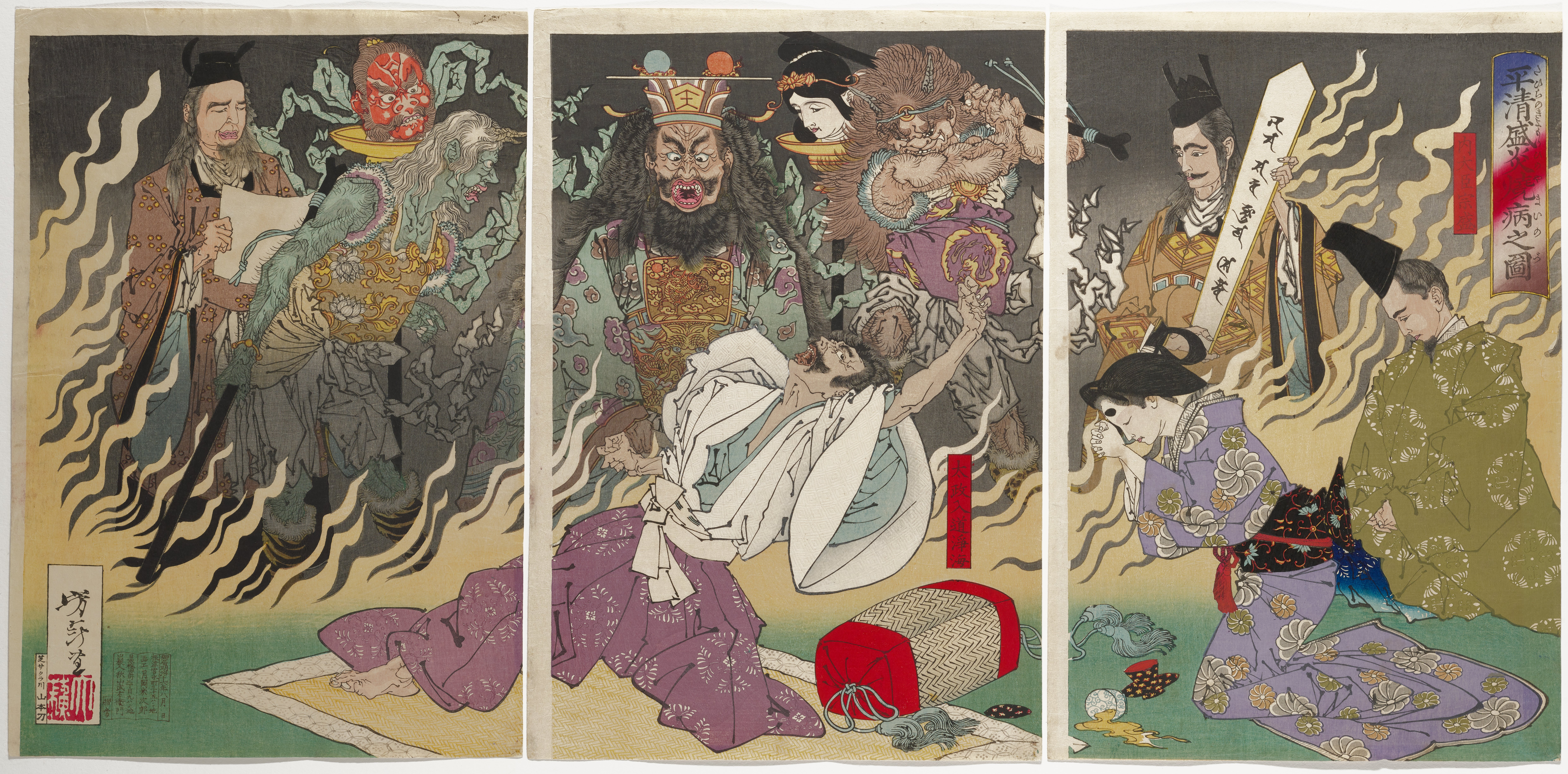
月岡芳年『平清盛炎焼病之図』
縦大判三枚続揃東錦絵。1883年（明治16年）届出の武者絵。
治承5年（1181年）、原因不明の熱病に臥せった平清盛は三日三晩に亘ってうなされ悶え苦しんだ末に死んだという。重ねてきた悪行のために成仏できそうにない己の顛末を想って清盛の心は責め苛まれた。閻魔大王が司命・司録（閻魔庁の書記官）と閻魔卒（閻魔に仕えて罪人を責める獄卒）を引き連れて清盛の病褥に顕現し、全ての善行と悪行を記録してきた倶生神（※中央奥にいる閻魔の向かって右にいる女神と左奥にいる赤ら顔の男神）の報告を受けている。司命は審理の書を、司録は板塔婆を、すでに手にしている。

病床（びょうしょう、旧字体：病󠄁床）とは、第1義には、病気に罹った者のための床（とこ）。病（やまい）の床。病人の褥（しとね）。病褥/病蓐（びょうじょく）ともいう。英語でいうところの "sickbed" に相当する。
第2義には、病院や診療所などに設けられた入院者用ベッドを指す。英語でいうところの "hospital bed" に相当。ベビーベッドやその他の軽くて持ち運べる折り畳み式の簡易ベッド "cot" の場合、主にアメリカ英語の表現として "hospital cot" もある。

## 意義
日本における医療供給体制は病床数によって決められているため、都道府県が医療計画を策定するうえで、病床数は重要な意味を持ち合わせてくる。医療計画によって策定される医療圏ごとに、その地域の病床数を策定し、これを「基準病床数」という。そして、この「基準病床数」によってその地域にどれだけの医療従事者が必要であるか等が決められてくる。これによって病床過剰地域には新規の病院の開設や増床を制限したりすることができている。なお、診療所の病床は、療養病床を除き、医療計画に含まれないので規制の対象とならない。

## 病床区分

### 日本
戦後（第二次世界大戦後）日本の病床群の区分は、医療法（昭和23年法律第205号）が施行された1948年当初には「精神病床」「伝染病床」「結核病床」「その他の病床（通称：一般病床）」の4つであった。その後、高齢化の進展と疾病構造の変化により、「その他の病床」改め「その他の病床等」の内訳として「特例許可老人病棟」が1983年（昭和58年）に導入され、「特例許可老人病棟（通称：老人病床）」及び「その他の病床（通称：一般病床）」という構成に変わった。しかしながら、高齢化の進展と疾病構造の変化に対応するためには、老人のみならず、広く「長期療養を必要とする患者」の医療に適した施設を作る必要が生じる。この課題に対応すべく療養型病床群制度が1992年（平成4年）に創設されると、「その他の病床等」の内訳は、長期に亘って療養を必要とする患者のための「療養型病床群」および「特例許可老人病棟」と、それ以外の「その他の病床（通称：一般病床）」という構成に変わった。また、「伝染病床」は「感染症病床」に改称された。その後、少子高齢化に伴う疾病構造の変化により、長期に亘って療養を必要とする患者が増加してゆくなか、療養型病床群等の諸制度が創設されたものの、依然として様々な病態の患者が混在している状況が続いた。そこで改めて大きな見直しが行われ、患者の病態にふさわしい医療を提供すべく「療養病床」と「一般病床」の創設が図られ、2001年（平成13年）3月施行の第4次改正をもって「その他の病床等」を分割する形で「療養病床」及び「一般病床」が創設され、新設された2種類のいずれかへの移行が未だ整わない病床を意味する「経過的旧その他の病床」と共に扱われることになった。そして、経過措置期間が満了した2003年（平成15年）に「経過的旧その他の病床」が廃止されたことで、病床区分は、第1号「精神病床」、第2号「感染症病床」、第3号「結核病床」、第4号「療養病床」、第5号「一般病床」の5つになった。

#### 第一次医療法施行時の病床区分
- 精神病床（英称：Psychiatric hospital beds [10]）
- 伝染病床（英称：Epidemic hospital beds [10]）
- 結核病床（英称：Tuberculosis hospital beds [10]）
- その他の病床（英称：Other beds [10]） - 通称「一般病床」

#### 2020年代の病床区分
- 第1号：精神病床（英称：Psychiatric hospital beds）

精神疾患を有する者を入院させるための病床。
- 第2号：感染症病床（英称：Infectious disease hospital beds [10]）

感染症の予防及び感染症の患者に対する医療に関する法律（平成10年法律第114号）第6条第2項に規定する一類感染症、同条第3項に規定する二類感染症（結核を除く）、同条第7項に規定する新型インフルエンザ等感染症及び同条第8項に規定する指定感染症（同法第7条の規定により同法第19条又は第20条の規定を準用するものに限る）の患者（同法第8条〈同法第7条において準用する場合を含む〉の規定により、一類感染症・二類感染症・新型インフルエンザ等感染症又は指定感染症の患者とみなされる者を含む）並びに同法第6条第9項に規定する新感染症の所見がある者を入院させるための病床。
- 第3号：結核病床（英称：Tuberculosis hospital beds）

結核患者を入院させるための病床。
- 第4号：療養病床（英称：Long-term care beds [10]）

第1号・第2号・第3号以外の病床であって、主として長期に亘る療養を必要とする患者を入院させるための病床。症状は安定しているものの長期の療養が必要とされる、主に高齢者など慢性疾患の患者のために、病院内に設けられた長期入院用の病床。
医療保険が適用される医療型病床（医療療養病床，医療療養型病院）と、介護保険が適用される介護型病床（介護療養病床，介護療養型医療施設）とがある。
- 第5号：一般病床（英称：General beds [10]）

第1号から第4号までのいずれにも該当しない病床。主に急性疾患の患者を対象とする病床。
なお、診療所の病床については、療養病床であるか否かの区分しかない。

#### 病床数の推移
- 2000年（平成12年）における病床数で、全国総計はデータ未確認。
  - 病院の病床数は 164万7253床[7]。一般診療所と歯科診療所についてはデータ未確認。
  - 病院の病床数の内訳は、精神病床が 35万8153床、感染症病床が 2396床、結核病床が 2万2631床、その他の病床等が 126万4073床。[7]
- 2001年（平成13年）における病床数で、全国総計はデータ未確認。
  - 病院の病床数は 164万6797床[7]。一般診療所と歯科診療所についてはデータ未確認。
  - 病院の病床数の内訳は、精神病床が 35万7385床、感染症病床が 2033床、結核病床が 2万0847床、療養病床が 27万2217床、一般病床が 99万4315床。[7]
- 2007年（平成18年）における病床数で、全国総計はデータ未確認。
  - 病院の病床数は 162万0173床[7]。一般診療所と歯科診療所についてはデータ未確認。
  - 病院の病床数の内訳は、精神病床が 35万1188床、感染症病床が 1809床、結核病床が 1万0542床、療養病床が 34万3400床、一般病床が 91万3234床。[7]
- 2014年（平成26年）における病床数は、全国総計 168万0712床。[14]
  - 内訳は、病院が 156万8261床、一般診療所が 11万2364床、歯科診療所が 87床。[14]
  - 病院の病床数の内訳と構成割合は、精神病床が 33万8174床 (21.6%)、感染症病床が 1778床 (0.1%)、結核病床が 5949床 (0.4%)、療養病床が 32万8144床 (20.9%)、一般病床が 89万4216床 (57.0%)。[14]
- 2019年（令和元年）における病床数は、全国総計 162万0097床。[15]
  - 内訳は、病院が  152万9215床、一般診療所が  9万0825床、歯科診療所が 57床。[15]
  - 病院の病床数の内訳は、精神病床が 32万6666床、感染症病床が 1888床、結核病床が 4370床、療養病床が 30万8444床、一般病床が 88万7847床。[15]

療養病床及び一般病床（※創設以前の『その他の病床』）の病床数は、1955年（昭和30年）には20万床前後であったが、1965年（昭和40年）は40万床余、1975年（昭和50年）は70万床前後、1985年（昭和60年）は110万床弱と急増し、1993年（平成5年）に127万3859床を記録してピークに達した。その後は緩やかな減少に転じ、2019年（令和元年）の時点で119万6291床となっている。

## 関連作品
- 正岡子規『病牀六尺』（びょうしょう ろくしゃく）[17][注 5]

1902年（明治35年）、日本新聞社の日刊新聞『日本』紙上にて5月5日から9月17日まで連載。未定稿。結核による死の床にあった筆者が、自身の病状や画論・時評などについての所感を死の2日前まで5か月間に亘って綴った凄絶な日記的随筆。その文章は、極度の肉体的苦痛に苛まれたにもかかわらず、心の余裕を得て達観の境地にあったことを示す。

## 描かれた病床
絵画は右側にも表示しているが、タイトルが存在するものに限ってこちらにも文字情報を追加で記載した。こちらでは製作時期の早いものから順に記載している。無論、ここに挙げたもの以外にも該当する絵画はある。

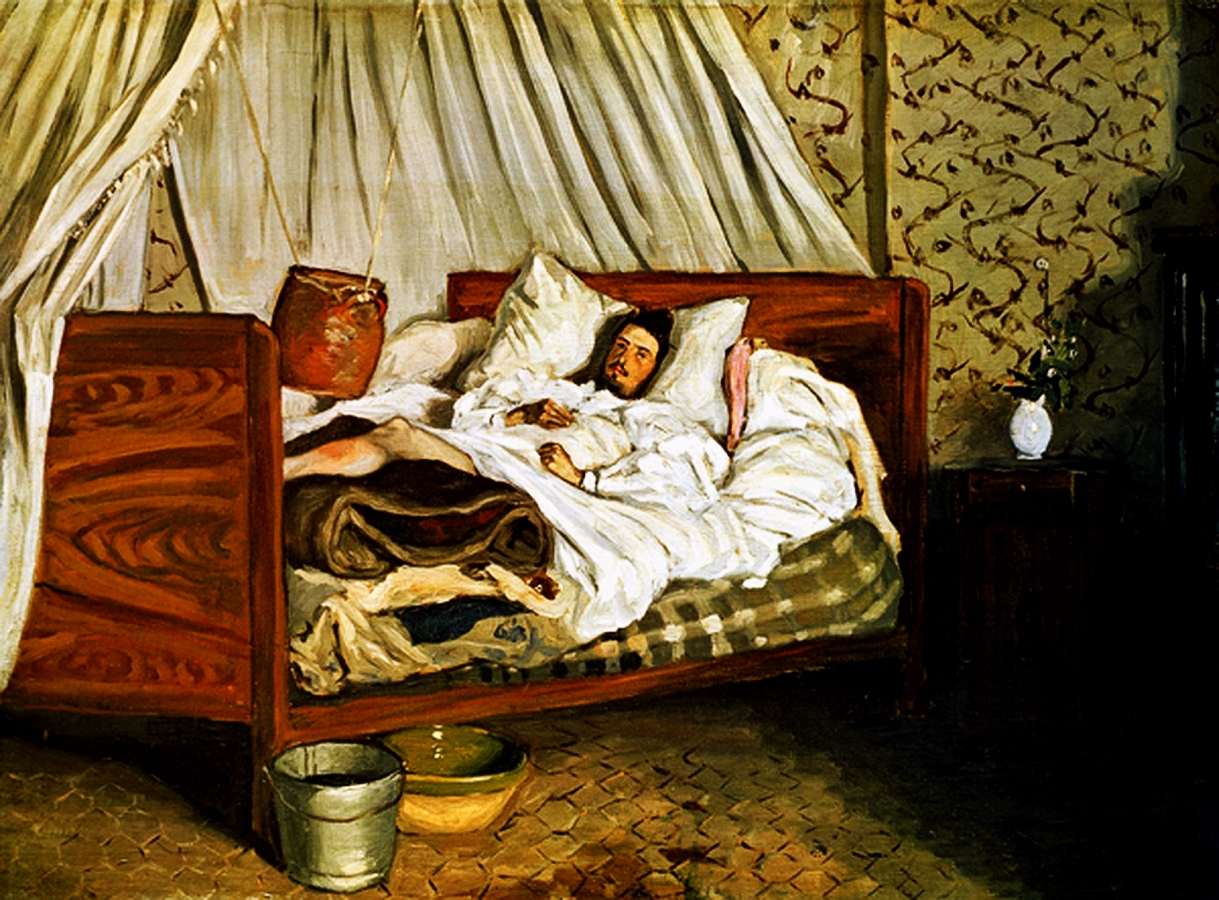
2
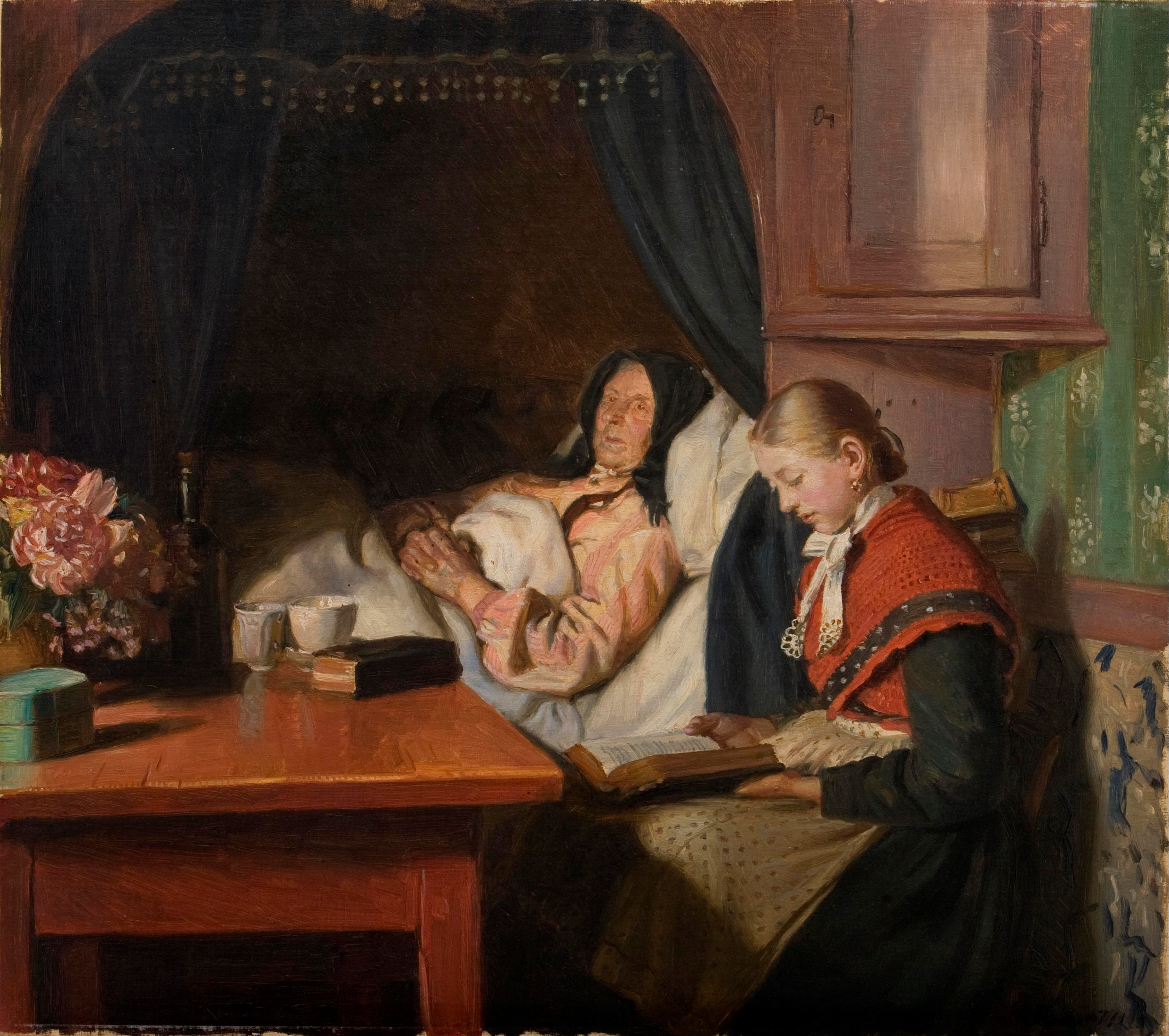
3
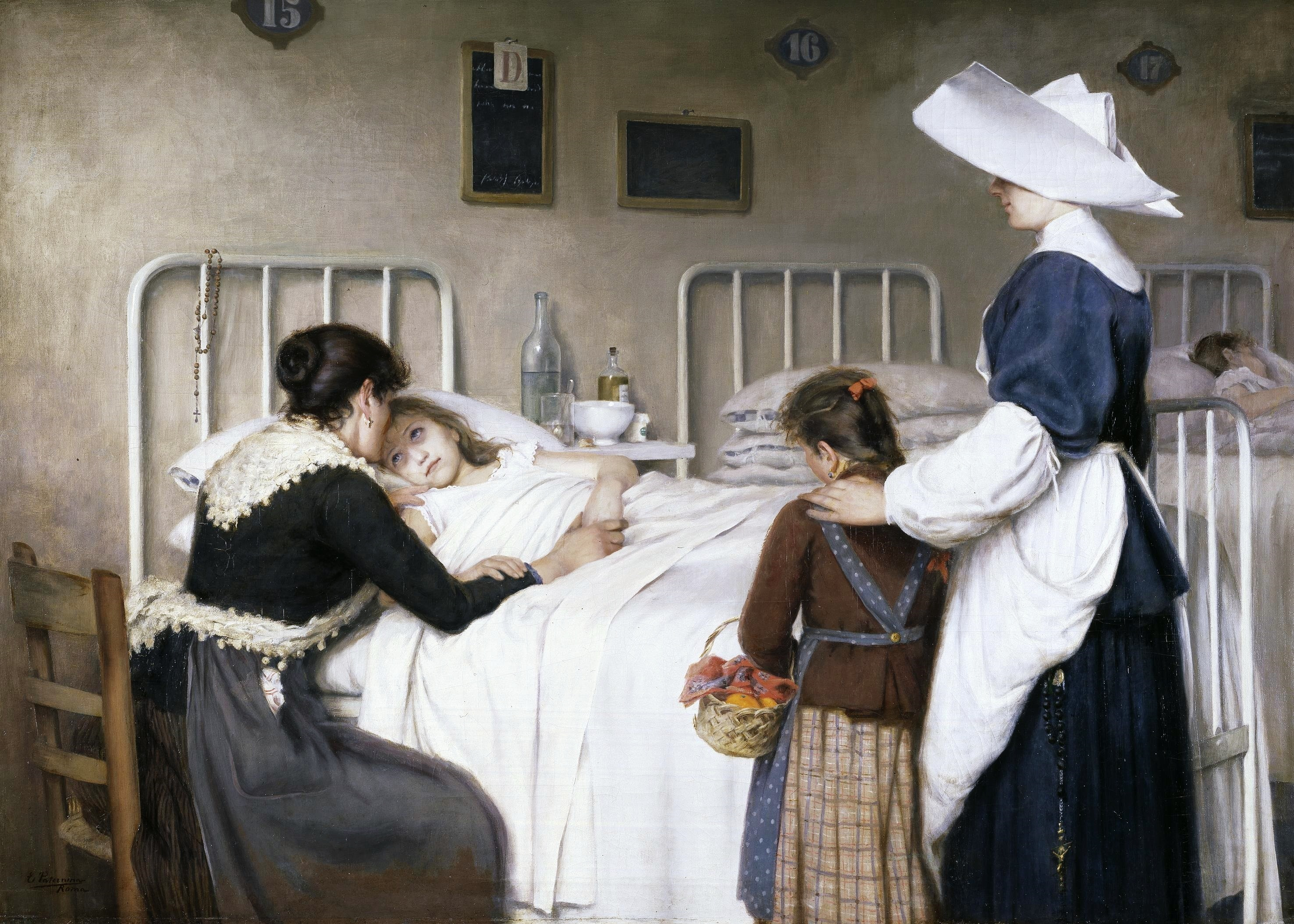
5

- 1. アレクサンドル・ヴェロン＝ベルクール（フランス語版）（原題/仏題） "Napoléon Ier visitant l'infirmerie des Invalides, 11 février 1808 "

フランス人画家の手になる1809年の油彩画、歴史画。ヴェルサイユ宮殿蔵。
- 2. フレデリック・バジール 『病床のモネ』　（原題/仏題） "L'ambulance improvisée "

フランス人画家の手になる1865年の油彩画。印象派。オルセー美術館蔵。
バジールは印象派の仲間が集うシャイイ＝アン＝ビエールを写生のために訪ねた。すると、事故に遭って足に怪我を負ってしまった友人クロード・モネが宿屋のベッドで療養する羽目になっていた。
- 3. ミカエル・アンカー（英題） "By a sickbed "

スケーエン派のデンマーク人画家の手になる1879年の油彩画。ヒアシュプロング美術館蔵。
- 4. 月岡芳年『平清盛炎焼病之図』

縦大判三枚続揃東錦絵。1883年（明治16年）届出の武者絵。
- 5. エンリケ・パテルニーナ（スペイン語版）　（原題/スペイン語題）"La visita de la madre al hospital "

スペイン人画家の手になる1892年の油彩画。プラド美術館蔵。
病院のベッドに臥せる娘を母が見舞う。娘はもう長くないかも知れない。ピカソの『科学と慈愛』と対で語られることが多い。
- 6. パブロ・ピカソ 『科学と慈愛』　（原題/スペイン語題） "Ciencia y caridad "

□著作権有効につき、画像表示不可。
1896年、バルセロナの美術展で展示された『初聖体拝領』が絶賛される。このことを受けて、父親であるホセは専用のアトリエを借りた。そのアトリエで1897年、わずか15歳にして少年は油彩画の大作を生み出した。さすがに当時の世相を反映した社会的主題を選んだのは父で、古典的様式を指導してもいるが、形にしたのは全てパブロ自身の技量による。初期の代表作の一つであり、マドリードで開催された全国展では佳作を受賞、マラガの地方展では金賞に輝いている。現在はバルセロナのピカソ美術館の常設コレクションの一部である。この絵だけが原因ではないが、いよいよ発揮され始めた息子の規格外の天才ぶりに、父親のほうはすっかり自信を無くし、画家をやめてしまっている。
ベッドには危篤に陥った老婆が寝ており、傍にいる医師は懐中時計で時間を計りながら患者の脈を診ている。画面奥では、聖母の如くに幼子（おさなご）を抱いた修道女が、象徴として末期の水を患者に差し出しながら、召されてゆく命を静かに見守っている。医師は科学を、幼子を抱く修道女は慈愛を表しており、医師はもはや手の施しようが無く脈を診ることしかできないが、幼子と修道女は人生を終えようとする人に安らぎを与えている。目覚ましく発展してきた科学は本当に素晴らしく、信仰は宗教は多くの点で否定的に捉えられる時代が到来して久しいが、全て科学で救われるなどということがあろうか。両立させてこそ人を救えるものではないのか。その描き方は、科学の恩恵を信じつつも限界を直感しているように見える。